# Сторожинецька міська територіальна громада
Сторожинецька міська громада — територіальна громада в Україні, у Чернівецькому районі Чернівецької області. Адміністративний центр — місто Сторожинець.
Площа громади — 496,27 км², населення — 38 680 мешканців (2018).
Утворена 29 вересня 2016 року шляхом об'єднання Сторожинецької міської ради та Банилово-Підгірнівської, Бобовецької, Давидівської, Зруб-Комарівської, Комарівської, Костинецької, Новобросковецької, Панківської, Слобода-Комарівської сільських рад Сторожинецького району.
22 вересня 2017 року внаслідок добровільного приєднання до громади приєдналася Старожадівська сільська рада.
25 жовтня 2020 року внаслідок голосування жителів села,яке відбулося 19 травня 2019 року та децентралізації, до громади приєдналося село Ропча. 
2 листопада 2020 року головою громади стає Матейчук Ігор Григорович за результатами голосування 25 жовтня 2020 року він набирає 21,41% голосів (2003 голоси з 9354 голосів). 
Також 2 листопада 2020 офіційно в Сторожинецькій громаді було обрано 36 депутатів за результатами місцевих виборів 25 жовтня 2020 року. 

## Населені пункти
До складу громади входять 17 населених пунктів — 1 місто (Сторожинець) і 16 сіл: Банилів-Підгірний, Бобівці, Давидівка, Дібрівка, Заболоття, Зруб-Комарівський, Комарівці, Косованка, Костинці, Нова Жадова, Нові Бросківці, Панка, Ропча, Слобода-Комарівці, Стара Жадова та Ясени.